# 武田山トンネル
武田山トンネル（たけだやまトンネル）は、広島県広島市安佐南区にある山陽自動車道のトンネル。

## 概要
住宅密集地の直下、土被り20メートルから70メートルにある。トンネル掘削時は、上部半断面先進ベンチ工法による新オーストリアトンネル工法が採用された。採掘は両方向から行われ、掘削時の地質は広島型花崗岩類であった。その後、1988年（昭和63年）12月7日に、広島ICから広島JCT間が開通すると共に供用が開始された。上り線のトンネル（福山・岡山方面）の延長は1,840メートルで、下り線のトンネル（岩国・北九州方面）の長さは1,770メートルである。
2000年（平成12年）5月3日に発生した、西鉄バスジャック事件では、バスを下り線トンネル内に停車させた犯人から「男は全員降りろ」と指示があり、男性客が全員降車するという出来事もおきた。また、本トンネル内部はサグ部と呼ばれる、目の錯覚による気が付きにくい勾配になっているため、特に下り線では知らず知らずのうちに速度が低下して、年末年始や大型連休の際に渋滞を引き起こすことがある。 また、事故多発区間としても知られている。

## 追記事項
- 上り線トンネル内部には換気設備用のトンネル天井板が数か所にわたって存在していたが、2010年（平成22年）9月に実施された工事によって撤去された[8]。
- 上下線共にトンネル内部は車線変更禁止に指定されていたが、2022年に禁止は解除された。

## 隣
E2 山陽自動車道
(29-1) 沼田PA/SIC - 武田山トンネル - (29) 広島IC

## 周辺施設
- 沼田パーキングエリア
- 佐東銀山城
- 広島経済大学